# Luxemburgs voetbalelftal in 1996
Het Luxemburgs voetbalelftal speelde in totaal vijf interlands in het jaar 1996, waaronder drie wedstrijden in de kwalificatiereeks voor de WK-eindronde 1998 in Frankrijk. De nationale selectie stond voor het elfde jaar op rij onder leiding van bondscoach Paul Philipp. Op de in 1993 geïntroduceerde FIFA-wereldranglijst zakte Luxemburg in 1996 van de 99ste (januari 1996) naar de 123ste plaats (december 1996). In april werd de hoogste klassering ooit bereikt: de 93ste plaats.

## Balans
| Wedstrijden | Wedstrijden | Wedstrijden | Wedstrijden | Doelpunten | Doelpunten | Doelpunten | Punten |
| Gespeeld    | Winst       | Gelijk      | Verlies     | Voor       | Tegen      | Saldo      | Punten |
| ----------- | ----------- | ----------- | ----------- | ---------- | ---------- | ---------- | ------ |
| 5           | 0           | 1           | 4           | 2          | 10         | –8         | 0.200  |

## Interlands
|                                                       |                                        |       |           |                                                                                               |
| 7 februari Vriendschappelijk № 406 «onderlinge duels» | Marokko                                | 2 - 0 | Luxemburg | Stade Moulay Abdallah, Rabat Toeschouwers: 20.000 Scheidsrechter: Abderrahim El Arjoune (MAR) |
| 7 februari Vriendschappelijk № 406 «onderlinge duels» | Jamal Sellami 36' Abdeljalil Hadda 79' |       |           | Stade Moulay Abdallah, Rabat Toeschouwers: 20.000 Scheidsrechter: Abderrahim El Arjoune (MAR) |

|                                                     |                   |       |                |                                                                                      |
| 13 maart Vriendschappelijk № 407 «onderlinge duels» | Luxemburg         | 1 - 1 | Zwitserland    | Stade Josy Barthel, Luxemburg Toeschouwers: 1.937 Scheidsrechter: Amand Ancion (BEL) |
| 13 maart Vriendschappelijk № 407 «onderlinge duels» | Manuel Cardoni 8' |       | 75' Ramon Vega | Stade Josy Barthel, Luxemburg Toeschouwers: 1.937 Scheidsrechter: Amand Ancion (BEL) |

|                                                              |                    |       |                                                  |                                                                                      |
| 8 oktober WK-kwalificatie № 408 «onderlinge duels» 20:15 uur | Luxemburg          | 1 – 2 | Bulgarije                                        | Stade Josy Barthel, Luxemburg Toeschouwers: 3.775 Scheidsrechter: Yevi Kollari (ALB) |
| 8 oktober WK-kwalificatie № 408 «onderlinge duels» 20:15 uur | Robert Langers 20' |       | 14' (pen.) Krassimir Balakov 37' Emil Kostadinov | Stade Josy Barthel, Luxemburg Toeschouwers: 3.775 Scheidsrechter: Yevi Kollari (ALB) |

|                                                                |           |                                                                                          |         |                                                                                         |
| 10 november WK-kwalificatie № 409 «onderlinge duels» 20:15 uur | Luxemburg | 0 – 4                                                                                    | Rusland | Stade Josy Barthel, Luxemburg Toeschouwers: 5.650 Scheidsrechter: Juha Hirviniemi (FIN) |
| 10 november WK-kwalificatie № 409 «onderlinge duels» 20:15 uur |           | 33' Andrei Tikhonov 37' Andrej Kantsjelskis 58' Vladimir Bestsjastnych 78' Valeri Karpin |         | Stade Josy Barthel, Luxemburg Toeschouwers: 5.650 Scheidsrechter: Juha Hirviniemi (FIN) |

|                                                                |               |       |           |                                                                                    |
| 15 december WK-kwalificatie № 410 «onderlinge duels» 20:30 uur | Israël        | 1 – 0 | Luxemburg | Ramat Gan Stadion, Tel Aviv Toeschouwers: 24.400 Scheidsrechter: John Ashman (WAL) |
| 15 december WK-kwalificatie № 410 «onderlinge duels» 20:30 uur | Eli Ohana 38' |       |           | Ramat Gan Stadion, Tel Aviv Toeschouwers: 24.400 Scheidsrechter: John Ashman (WAL) |

## FIFA-wereldranglijst
| JAN | FEB | MAR | APR | MEI | JUN | JUL | AUG | SEP | OKT | NOV | DEC |
| --- | --- | --- | --- | --- | --- | --- | --- | --- | --- | --- | --- |
| 99  | 99  | 99  | 93  | 97  | 97  | 114 | 117 | 124 | 122 | 123 | 123 |

## Statistieken
| Paul Koch       | 1966-06-07 | CS Grevenmacher     | 5 | 0 | 0 | 23 | 0 |
| Verdediging     |            |                     |   |   |   |    |   |
| Marc Birsens    | 1966-09-17 | CS Grevenmacher     | 5 | 0 | 0 | 37 | 0 |
| Jeff Strasser   | 1974-10-05 | FC Metz             | 5 | 0 | 0 | 17 | 0 |
| Jean Vanek      | 1969-01-19 | Avenir Beggen       | 5 | 0 | 0 | 13 | 0 |
| Carlo Weis      | 1958-12-04 | Sporting Mertzig    | 5 | 0 | 0 | 83 | 1 |
| Middenveld      |            |                     |   |   |   |    |   |
| Jeff Saibene    | 1968-09-13 | FC Aarau            | 5 | 0 | 0 | 34 | 0 |
| Manuel Cardoni  | 1972-09-22 | Bayer 04 Leverkusen | 4 | 0 | 1 | 19 | 2 |
| Claude Ganser   | 1967-09-07 | Jeunesse Esch       | 3 | 2 | 0 | 8  | 0 |
| Joël Groff      | 1968-09-11 | F91 Dudelange       | 3 | 0 | 0 | 31 | 0 |
| Patrick Posing  | 1971-09-09 | Avenir Beggen       | 2 | 1 | 0 | 3  | 0 |
| Frank Deville   | 1970-08-12 | FC Saarbrücken      | 2 | 0 | 0 | 10 | 0 |
| Guy Hellers     | 1964-10-10 | Standard Luik       | 2 | 0 | 1 | 51 | 2 |
| Marc Lamborelle | 1971-10-13 | Jeunesse Esch       | 2 | 0 | 0 | 4  | 0 |
| Dany Theis      | 1967-09-11 | Jeunesse Esch       | 0 | 3 | 0 | 13 | 0 |
| Luc Holtz       | 1969-06-14 | Avenir Beggen       | 0 | 2 | 0 | 20 | 1 |
| Aanval          |            |                     |   |   |   |    |   |
| Robert Langers  | 1960-08-01 | Union Luxembourg    | 5 | 0 | 1 | 67 | 8 |
| Serge Thill     | 1969-01-29 | RSC Athus           | 1 | 1 | 0 | 6  | 0 |
| Stefano Fanelli | 1969-10-20 | F91 Dudelange       | 0 | 2 | 0 | 5  | 1 |
| Paolo Amodio    | 1973-05-28 | Jeunesse Esch       | 0 | 1 | 0 | 1  | 0 |

FLF · A-internationals · Bondscoaches · Statistieken · Luxemburgs vrouwenelftal · Luxemburg U21 · Luxemburg U19 · Luxemburg U18 · Luxemburg U17 · Luxemburg U16
1911 – 1919 ·
1920 – 1929 ·
1930 – 1939 ·
1940 – 1949 ·
1950 – 1959 ·
1960 – 1969 ·
1970 – 1979 ·
1980 – 1989 ·
1990 – 1999 ·
2000 – 2009 ·
2010 – 2019 ·
2020 − 2029
OS 1920 · 
OS 1924 · 
OS 1928 · 
OS 1936 · 
OS 1948 · 
OS 1952
1911 · 
1912 · 
1913 · 
1914 · 
1915 · 1916 · 1917 · 1918 · 1919 · 
1920 · 
1921 · 1922 · 1923 · 
1924 · 
1925 · 1926 · 
1927 · 
1928 · 
1929 · 1930 · 1931 · 1932 · 1933 · 
1934 · 
1935 · 
1936 · 
1937 · 
1938 · 
1939 · 
1940 · 
1941 · 1942 · 1943 · 1944 · 
1945 · 
1946 · 
1947 · 
1948 · 
1949 · 
1950 · 
1952 · 
1952 · 
1953 · 
1954 · 
1955 · 
1956 · 
1957 · 
1958 · 
1959 · 
1960 · 
1961 · 
1962 · 
1963 · 
1964 · 
1965 · 
1966 · 
1967 · 
1968 · 
1969 · 
1970 · 
1971 · 
1972 · 
1973 · 
1974 · 
1975 · 
1976 · 
1977 · 
1978 · 
1979 · 
1980 · 
1981 · 
1982 · 
1983 · 
1984 · 
1985 · 
1986 · 
1987 · 
1988 · 
1989 · 
1990 · 
1991 · 
1992 · 
1993 · 
1994 · 
1995 · 
1996 · 
1997 · 
1998 · 
1999 · 
2000 · 
2001 · 
2002 · 
2003 · 
2004 · 
2005 · 
2006 · 
2007 · 
2008 · 
2009 · 
2010 · 
2011 · 
2012 · 
2013 · 
2014 · 
2015 ·
2016 ·
2017 ·
2018 ·
2019 ·
2020 ·
2021
Afghanistan ·
Albanië ·
Algerije ·
Armenië ·
Azerbeidzjan ·
België ·
Bosnië en Herzegovina ·
Brazilië ·
Bulgarije ·
Canada ·
Cyprus ·
DDR ·
Denemarken ·
(West-)Duitsland ·
Egypte ·
Engeland ·
Estland ·
Faeröer ·
Finland ·
Frankrijk ·
Gambia ·
Georgië ·
Griekenland ·
Hongarije ·
Ierland ·
IJsland ·
Israël ·
Italië ·
Japan ·
Joegoslavië ·
Kaapverdië ·
Kameroen ·
Kazachstan ·
Letland ·
Liechtenstein ·
Litouwen ·
Madagaskar ·
Malta ·
Marokko ·
Mexico ·
Moldavië ·
Montenegro ·
Myanmar ·
Nederland ·
Nigeria ·
Noord-Ierland ·
Noord-Macedonië ·
Noorwegen ·
Oekraïne ·
Oostenrijk ·
Polen ·
Portugal ·
Qatar ·
Roemenië ·
Rusland ·
San Marino ·
Saoedi-Arabië ·
Schotland ·
Senegal ·
Servië ·
Servië en Montenegro ·
Slovenië ·
Slowakije ·
Sovjet-Unie ·
Spanje ·
Thailand ·
Togo ·
Tsjechië ·
Tsjecho-Slowakije ·
Turkije ·
Uruguay ·
Verenigde Staten ·
Wales ·
Wit-Rusland ·
Zuid-Korea ·
Zweden ·
Zwitserland